# Komuna e Kryevidhit
Komuna e Kryevidhit är en kommun i Albanien.   Den ligger i prefekturen Qarku i Tiranës, i den centrala delen av landet, 40 km sydväst om huvudstaden Tirana.
Trakten runt Komuna e Kryevidhit består till största delen av jordbruksmark.  Runt Komuna e Kryevidhit är det tätbefolkat, med 331 invånare per kvadratkilometer.